# بورغبرنهايم
بورغبرنهايم (بالألمانية: Burgbernheim) هي مدينة و بلدة ألمانية تقع في ألمانيا في منطقة نويشتات آن دير آيش-باد فيندسهايم. يقدر عدد سكانها بـ 3,032 نسمة .